# Santa Lucía (rijeka)
Santa Lucía ili u prijevodu Sveta Lucija je rijeka u Urugvaju. Protječe kroz pet departmana: Lavalleju, Floridu, Canelones, San José i Montevideo.
Ukupna duljina njezina toka od izvora na 250 metara nadmorske visine do ušča u La Platu iznosi 248 kilometara, a površina porječja 14.200 četvornih kilometara.
Svojom čistom vodom rijeka je glavni i najveći opskrbljivač urugvajskog glavnog grada Montevidea te je povezana na gradski vodovod.
Pripada slijevu Atlantskog oceana, a na svojem ušću kod La Plate nastaje bočata voda, zbog miješanja vode iz Atlantskog oceana s riječnim vodama.

## Vanjske poveznice
|  | Zajednički poslužitelj ima još gradiva o temi Santa Lucía (rijeka) |